# Tuas Link
Tuas Link – naziemna stacja Mass Rapid Transit (MRT) w Singapurze, która jest częścią East West Line. Została otwarta 18 czerwca 2017. Jest to zachodni koniec linii East West Line i najbardziej wysunięta na zachód stacja MRT w sieci.